# 石井彰 (放送作家)
石井彰（いしい あきら、1955年 - ）は長野県諏訪市出身の放送作家。

## 人物
ラジオ番組の構成作家として活動する傍ら、ラジオ・テレビのドキュメンタリーの企画・構成を担当し、日本民間放送連盟賞、ギャラクシー賞などを受賞する実績を持つ。武蔵大学非常勤講師。

## 構成番組
- 日曜喫茶室
- 永六輔の誰かとどこかで

## 出演番組
- ラジオフォーラム（週替わりディスクジョッキー）
- たね蒔きジャーナル
- 報道するラジオ